# Malato deidrogenasi
La malato deidrogenasi è un enzima coinvolto nel ciclo di Krebs, di cui catalizza l'ultima reazione (reversibile).
L-malato + NAD+ ⇄ ossalacetato + NADH + H+
La malato deidrogenasi è anche in grado di ossidare altri acidi 2-idrossidicarbossilici. L'enzima, trovandosi sia nella matrice mitocondriale che nello spazio intermembrana, è conosciuto per il contributo che dona al sistema shuttle malato-aspartato.